# خايمي أكونا
خايمي أكونا (بالإسبانية: Jaime Acuña Iglesias)‏ هو راكب الكنو إسباني، ولد في 5 مارس 1978 في بونتيفيدرا في إسبانيا.